# 朴葵姫
朴 葵姫（パク・キュヒ、ハングル: 박규희; RR: Park Kyu-Hee、1985年9月16日- ）は、韓国の仁川広域市で生まれ、韓国と日本で育ったクラシックギタリスト。

## 経歴
パクは3歳の時から横浜でクラシックギターの勉強を始めた。9歳の時に韓国ギターコンクールの青少年部門で第1位を獲得し、その後も国内外のコンクールで次々と第1位を獲得した。15歳で日本に移住（但し国籍は、未だに韓国籍である）。2004年に東京音楽大学に入学し、日本のクラシックギタリストである福田進一、荘村清志に師事し、その後ウィーン音楽大学でアルバロ・ピエリに師事した。小澤征爾指揮のオペラツアーに参加したほか、2009年には東京の白寿ホールで開催された「ギター・フィエスタ」に参加した。2012年10月にはニューヨークのカーネギーホールでも演奏した。

## コンクール入賞歴
パクは国際コンクールで異例の数の優勝を果たしている。
2005年 韓国ギター音楽コンクール 第1位
2007年、ハインツベルク国際ギターコンクール第1位および聴衆賞受賞
2008年、ギター春の国際コンクール、第1位（パクは女性として初めて第1位を獲得し、このコンクールの歴史上アジア人として初めて第1位を獲得した）
コブレンツ国際ギターコンクール第2位
2009年、リヒテンシュタイン・ギター・フェスティバル、国際リヒテンシュタイン・ギター・コンクール、第1位
2009年、2011年ミケーレ・ピッタルーガ国際クラシックギターコンクール第2位
2010年、アグスティン・バリオス国際ギターコンクール第1位
2012年、アルハンブラ国際ギターコンクール、第1位および聴衆賞
2014年 1月エドモンド・ジャーコウスキー記念ギター・コンペティション。

## ディスコグラフィー
- スエーニョ（Sueño , スペイン語で「夢」の意。2010）
- ソナタ・ノワール（フランス語で「黒いソナタ」の意、2012）
- ギターリサイタル（2013）
- エル・ウルティモ・トレモロ（イタリア語で「究極のトレモロ」の意、2013）
- サウダージ（2014）
- ハーモニア（2018）
- ル・デパール（2021）
- 手紙（2022）
- ザ・ライブ（2023）
- バッハ（2024）